# Carlos Morales Languasco
Carlos Felipe Morales Languasco (23 de agosto de 1867-1 de marzo de 1914) fue un sacerdote, militar y político dominicano, presidente de la República (1903-1906). Nació en Puerto Plata el 23 de agosto de 1867. Tiene la distinción además de ser el primer dominicano en montar avión, cuando, el 7 de diciembre de 1913, abordó el aeroplano Sallard N-1 en el aeródromo Vidamée en París como pasajero del piloto Sallard.
Por deseos de sus padres realizó estudios eclesiásticos ordenándose sacerdote el 23 de mayo de 1891. Luego de la expedición del Fanita, ocurrida el 2 de junio de 1898 contra la dictadura de Ulises Heureaux, en la que cayó en combate su hermano Agustín F. Morales Languasco, para evitar represalias de la dictadura, Morales tuvo que irse al exilio partiendo hacia Islas Turcas para luego dirigirse a Venezuela donde ejerció como cura en la parroquia de Maiquetía. Tras el magnicidio del dictador Heureaux, el 26 de julio de 1899, surgió el General Horacio Vásquez como cabeza de un movimiento que proclamó a Juan Isidro Jimenes, quien se encontraba en el exilio, como líder de la revolución. El General Vásquez asumió la Presidencia Provisional y dos meses y medio después fueron celebradas elecciones resultando electos Juan Isidro Jimenes para la Presidencia y Horacio Vásquez para la Vicepresidencia. Morales Languasco fue elegido diputado por el partido jimenista en Sánchez, para el período del Gobierno Constitucional de Jimenes, llegando a ocupar la Presidencia de ese órgano legislativo. En agosto de 1900, siendo diputado al Congreso, renunció a los hábitos sacerdotales y contrajo matrimonio en junio de 1901,
Diferencias surgidas entre el vicepresidente Vásquez y el presidente Jimenes tuvieron como consecuencia el derrocamiento de este último en abril de 1902. Nuevamente se fue Morales Languasco al exilio regresando poco tiempo después para participar en la guerra de los ocho meses contra el Gobierno Provisional de Vásquez. Luego de la revolución de los presos, que derrocó a Horacio Vásquez, fue nombrado gobernador de Puerto Plata mediante un acuerdo de los jimenistas con el presidente Woss y Gil y, desde ese puesto, promovió la revolución de La Unión con el respaldo de jimenistas y horacistas, que derrocó al presidente Alejandro Woss y Gil y asumió la máxima autoridad el 25 de noviembre de 1903. El gobierno de La Unión, presidido por Morales Languasco, fue reconocido por el gobierno de los Estados Unidos el 19 de enero de 1904.

## Presidencia Provisional
Al iniciarse la revuelta, en Puerto Plata, Morales anunció que el propósito de ese movimiento era llevar a la Presidencia de la República a Juan Isidro Jiménez. Antes de que capitulara el presidente Woss y Gil, mientras los revolucionarios mantenían el sitio a la Capital, llegó Ramón Cáceres desde Cuba donde estuvo exiliado desde el derrocamiento de Horacio Vásquez, quien todavía permanecía en esa nación, y se opuso tajantemente a que se le entregara a Jimenes la Presidencia de manera pura y simple. Luego de derrocar al presidente Woss y Gil, el 25 de noviembre de 1903, Morales Languasco asumió la Jefatura del Gobierno Provisional y el 8 de diciembre emitió un decreto convocando a elecciones para los días 16 y 17 de enero de 1904. El 12 de diciembre de 1903 fue anunciada y presentada la candidatura presidencial de los jimenistas con Juan Isidro Jimenes para la Presidencia y Miguel Andrés Pichardo para la Vicepresidencia. Luego de que fueran lanzadas las candidaturas jimenistas, los horacistas ofrecieron a Morales la candidatura presidencial, que este aceptó, y dos días después, el 14 de ese mismo mes, fueron anunciadas las candidaturas de los horacistas con Morales para la Presidencia y Cáceres para la Vicepresidencia. Tan pronto como los jimenistas se enteraron de que Morales sería el candidato de los horacistas, se levantaron en armas y se inició una guerra (de la Desunión) que duró seis meses. Aunque al principio parecía que los del Gobierno no se iban a poder sostener, poco a poco fueron ganando terreno y ya en junio de 1904 sólo quedaba un reducto jimenista en la línea Noroeste, con Demetrio Rodríguez y Desiderio Arias a la cabeza, y otro en Azua con quienes se firmó un armisticio para dar por terminada la guerra, a la vez que sus líderes fueron designados en las principales posiciones regionales del Gobierno.

## Presidencia Constitucional
El 19 de junio de 1904 asumió la Presidencia Constitucional y el 14 de julio de ese mismo año fue dictado el Laudo, en Washington, por el Tribunal Arbitral constituido en virtud del Protocolo de enero de 1903 suscrito entre el Gobierno de Horacio Vásquez con el de los Estados Unidos para el pago de la deuda pendiente con la compañía estadounidense San Domingo Improvement Co., en el que se acordaba que el Gobierno dominicano pagaría al de los Estados Unidos la deuda pendiente con la citada compañía, cuyas garantías eran las aduanas dominicanas establecidas y las que se establecieran con posterioridad a la firma de ese acuerdo. Además de la deuda de US$4 500 000, con la San Domingo Improvement había otra deuda pendiente con tenedores de bonos europeos de aproximadamente US$18 600 000, una parte vendidos por la San Domingo Improvement y otra que se remontaba, capital más intereses, desde el empréstito Hartmont firmado por el Gobierno de Buenaventura Báez, en 1869, cuyos acreedores hicieron valer sus reclamos ante sus respectivos gobiernos (Holanda, Alemania, Francia, y otros) que enviaron a las costas dominicanas diez buques de guerra, que se sumaron a otros cinco buques de guerra estadounidense que hicieron presencia en los puertos dominicanos a partir de la firma del Protocolo del 31 de enero de 1903. Algunos de esos buques (alemanes) llegaron luego de participar, en Venezuela, en un bloqueo naval de los puertos venezolanos por causas parecidas al problema dominicano, la deuda del Ferrocarril Alemán, que terminó con el Protocolo de Washington firmado en esa ciudad el 13 de febrero de 1903 con la participación de Estados Unidos que actuó como mediador neutral.
Pronto se evidenció que el Laudo Arbitral no podía aplicarse en la práctica y se procedió a sustituirlo, dentro del mismo proceso, por una Convención cuyos términos hicieran posible su aplicación, la cual se firmó entre ambos gobiernos el 20 de enero de 1905. Esa Convención fue devuelta por el Gobierno estadounidense para que se modificaran algunos términos generando otra Convención que fue firmada el 7 de febrero de 1905. Esta última fue remitida al Presidente de los Estados Unidos quien, a su vez, la remitió al Congreso estadounidense para su aprobación. Pero ese organismo cerró su período legislativo sin conocer la Convención, que entonces sería conocida en el siguiente período. Mientras tanto los buques de guerra europeos aumentaban la presión sobre el Gobierno con amenazas de desembarcar para apoderarse de las aduanas y cobrarse por cuenta propia las acreencias pendientes de sus connacionales. Advertido el presidente Morales de tales intenciones, y a sugerencia del Presidente estadounidense , procedió a poner en vigor por vía administrativa la Convención que no había sido sancionada, lo que se conoce como el Modus Vivendi. El Gobierno dominicano planteó que los impuestos aduaneros fueran cobrados conjuntamente por un agente dominicano y uno estadounidense, pero los europeos rechazaron esa fórmula y el Gobierno, que no tenía posibilidades de maniobrar según sus deseos, tuvo que acceder a que los ingresos aduaneros fueran percibidos por un agente nombrado por el gobierno estadounidense .
Luego de poner en ejecución el Modus Vivendi la situación económica del Gobierno fue mejorando y, en esa misma medida, a partir de julio de 1905 el vicepresidente Cáceres se fue distanciando del Presidente Morales, mientras los horacistas fueron limitando sus facultades como Presidente. El hecho más grave, relativo a las relaciones del Presidente Morales con el vicepresidente y los horacistas, ocurrió el 6 de diciembre de 1905 cuando dos buques de guerra estadounidenses (USS Olimpia y USS Des Moines), que se encontraban en la ría del Ozama, se aproximaron para transferir provisiones y algunos tripulantes, corriendo el rumor de que dichos buques se aprestaban a desembarcar tropas para proteger al Presidente. Por ese motivo llegó intempestivamente a Palacio, con decenas de oficiales, el ministro de Guerra y Marina Luís Tejera, quien había sido designado recientemente a instancia del Vicepresidente Cáceres, reclamando ver al Presidente mientras este se encontraba en su despacho reunido con el ministro Residente estadounidense y el propio Vicepresidente Cáceres. Al ser enterado por su Edecán de la incursión en Palacio del ministro de Guerra, el presidente le instruyó para que sólo permitiera el paso a este. Detrás del Edecán salió el vicepresidente Cáceres y, al encontrarse con el General Tejera, este le manifestó en público que había terminado los planes para asesinar al Presidente Morales. El Vicepresidente se manifestó en contra y amonestó al General Tejera, con quien marchó de Palacio sin volver a explicarle al Presidente de lo que habían tratado. Como consecuencia de lo expresado en público, por el General Tejera, tanto el vicepresidente como todo el Gabinete, se vieron forzados a manifestar un simulado respaldo al Presidente, mientras que el ministro de Relaciones Exteriores Juan Francisco Sánchez renunció y solicitó asilo en el Consulado Británico temiendo por su vida. Diez días después de esos sucesos, con la supuesta intención de calmar al General Tejera, el vicepresidente impuso al Presidente su designación como Comandante de Armas de la Capital, a la vez que también se designó a su padre don Emiliano Tejera en el ministerio de Relaciones Exteriores, posición que había sido desempeñada, de manera interina, por el ministro de Hacienda y Comercio, en adición de sus funciones, desde la renuncia del anterior ministro.
Ante los graves acontecimientos políticos que fueron ocurriendo, el presidente Morales decidió aceptar el respaldo ofrecido por algunos generales jimenistas y otros partidarios, entre ellos los generales Demetrio Rodríguez y Desiderio Arias, quienes controlaban la línea Noroeste, con la finalidad de restituir su autoridad ya que, en la Capital, lo relativo a su asesinato se discutía en público a diario. El Presidente salió hacia Haina a prima noche el  24 de diciembre de 1905, donde lo esperarían dos generales jimenistas que se habían comprometido a formar un frente con doscientos hombres en esa zona, mientras el crucero Independencia, el buque insignia de la Armada Dominicana, aguardaba en Azua con armas y pertrechos militares para recoger al Presidente en las cercanías de Najayo, en San Cristóbal, para salir hacia Montecristi. Pero al llegar a Haina en Nochebuena, cerca de las 8 de la noche, se encontró con que sólo había llegado una parte reducida de los hombres prometidos. Las tropas regulares que habían sido despachadas para perseguir al Presidente los rodeó en horas de la madrugada viéndose obligados a retirarse, en medio de un  tiroteo, por estar en desventaja de 4 a 1. Al bajar por un barranco, en la apresurada retirada, el presidente sufrió la fractura de la tibia de su pierna derecha que lo inhabilitó, por lo que el Independencia llegó a Montecristi con las armas y los pertrechos militares, pero sin el presidente. Con los recursos recibidos, el General Demetrio Rodríguez marchó sobre Puerto Plata pero cayó en combate el 2 de enero de 1906. Para evitar ser capturado, el presidente Morales estuvo casi veinte días moviéndose de escondite en escondite, con la pierna fracturada, hasta lograr la intermediación del ministro Residente estadounidense para que se le permitiera salir al exilio luego de presentar su renuncia, lo que ocurrió el 12 de enero de 1906, siendo aceptada  por el Congreso Nacional en esa misma fecha, cuando salió exiliado hacia Puerto Rico en el patrullero estadounidense Dubuque donde le fue atendida la pierna fracturada que estuvo a punto de perder. En su gestión de Gobierno Morales Languasco se distinguió por manejarse dentro de una diáfana moral administrativa
En 1913 Morales Languasco fue designado en Europa como enviado extraordinario y ministro plenipotenciario, para Francia, Italia, España y Suiza, con sede en París, donde le sorprendió la muerte el 1 de marzo de 1914, siendo enterrado el 12 de abril de 1914 en el cementerio municipal de Puerto Plata.

## Ascendencia
|  |                                                                                   |  |  |  |  |  |  |  |  |  |  |  |  |  |  |  |
|  | 4. Agustín Morales Brito (1806−1869) Lanzarote, España                            |  |  |  |  |  |  |  |  |  |  |  |  |  |  |  |
|  |                                                                                   |  |  |  |  |  |  |  |  |  |  |  |  |  |  |  |
|  |                                                                                   |  |  |  |  |  |  |  |  |  |  |  |  |  |  |  |
|  | 2. Agustín Morales Robainne (1839–1893) Saint Thomas, Indias Occidentales Danesas |  |  |  |  |  |  |  |  |  |  |  |  |  |  |  |
|  |                                                                                   |  |  |  |  |  |  |  |  |  |  |  |  |  |  |  |
|  |                                                                                   |  |  |  |  |  |  |  |  |  |  |  |  |  |  |  |
|  | 5. Maria Louisa Rosetta Robaine (1803–1856) Saint Thomas                          |  |  |  |  |  |  |  |  |  |  |  |  |  |  |  |
|  |                                                                                   |  |  |  |  |  |  |  |  |  |  |  |  |  |  |  |
|  |                                                                                   |  |  |  |  |  |  |  |  |  |  |  |  |  |  |  |
|  | 1. Carlos Felipe Morales Languasco (1867−1914) Puerto Plata, República Dominicana |  |  |  |  |  |  |  |  |  |  |  |  |  |  |  |
|  |                                                                                   |  |  |  |  |  |  |  |  |  |  |  |  |  |  |  |
|  |                                                                                   |  |  |  |  |  |  |  |  |  |  |  |  |  |  |  |
|  | 6. Agustín Languasco Oneglia, Reino de Cerdeña-Piamonte                           |  |  |  |  |  |  |  |  |  |  |  |  |  |  |  |
|  |                                                                                   |  |  |  |  |  |  |  |  |  |  |  |  |  |  |  |
|  |                                                                                   |  |  |  |  |  |  |  |  |  |  |  |  |  |  |  |
|  | 3. Isabel Languasco Chevalier (1832–1905) Puerto Plata                            |  |  |  |  |  |  |  |  |  |  |  |  |  |  |  |
|  |                                                                                   |  |  |  |  |  |  |  |  |  |  |  |  |  |  |  |
|  |                                                                                   |  |  |  |  |  |  |  |  |  |  |  |  |  |  |  |
|  | 7. Nicolasa Chevalier Bonne Puerto Plata                                          |  |  |  |  |  |  |  |  |  |  |  |  |  |  |  |
|  |                                                                                   |  |  |  |  |  |  |  |  |  |  |  |  |  |  |  |
|  |                                                                                   |  |  |  |  |  |  |  |  |  |  |  |  |  |  |  |